# 毕尔巴鄂将军县
毕尔巴鄂将军县（西班牙語：Provincia del General Bilbao），是玻利維亞的县份，位於該國西南部，屬於波托西省的一部分，县府設於阿蘭潘帕，面積786平方公里，2001年人口10,623人，人口密度每平方公里13.5人。